# Harry Shum, Jr.
Harry Shum, Jr. (Limón, Costa Rica, 28 de abril de 1982) es un actor, cantante, bailarín y coreógrafo costarricense. Es mayormente reconocido por su papel como Mike Chang en la serie de televisión Glee y como Magnus Bane en Shadowhunters. Shum nació en Costa Rica, hijo de padres chinos, y a los 6 años se mudó a los Estados Unidos. Comenzó su carrera a mediados de 2003, cuando empezó a aparecer en varias series de televisión y películas interpretando a bailarines y coreógrafos. Posteriormente, se familiarizó con el mundo de la actuación e ingresó en 2009 al elenco de Glee, donde grabó más de 70 episodios y permaneció hasta su culminación en 2015. El mismo año, fue contratado para formar parte del elenco principal de Shadowhunters interpretando el rol de Magnus Bane.

## Biografía

### 1982-2008: primeros años e inicios de su carrera
Harry Shum, Jr. nació el 28 de abril de 1982 en la ciudad de Limón, Costa Rica, hijo de padres nativos de China. A los 6 años de edad, su familia se mudó a San Francisco, Estados Unidos, donde estudió en la Arroyo Grande High School hasta su graduación en el 2000. Dos años más tarde, sirvió como el único bailarín del programa de comedia en vivo ComicView, del canal BET. Posteriormente, realizó varios cameos en series y películas como Boston Public, Zoey 101, iCarly, You Got Served (2004) y Stomp the Yard (2007), además de aparecer en comerciales de Apple. También sirvió como bailarín en presentaciones en vivo y giras de artistas como Beyoncé, Mariah Carey, Jennifer Lopez y Jessica Simpson.

### 2009-presente:GleeyShadowhunters
En 2009, Shum ingresó al elenco de la serie Glee interpretando el rol de Mike Chang. Aunque inicialmente no fue bien recibido, con el paso del tiempo se fue desarrollando más la historia del personaje, llegando a grabar más de 76 episodios y permaneciendo por más de cinco años hasta el fin de su emisión. Su actuación le valió cuatro nominaciones consecutivas a los Premios del Sindicato de Actores y dos a los Premios Grammy. Durante su estadía en Glee, grabó Glee: The 3D Concert Movie y apareció en otras películas como White Frog y Moms' Night Out. En 2015, año en que se emitiría el último episodio de la serie, Freeform anunció que Shum daría vida al personaje de Magnus Bane en Shadowhunters, adaptación de la saga literaria de Cazadores de sombras escrita por la autora Cassandra Clare, formando parte del elenco principal.

## Vida personal
En 2007, Shum comenzó una relación con la actriz y bailarina filipina Shelby Rabara, a quien conoció durante las grabaciones del episodio piloto de Viva Laughlin. Ambos se comprometieron en octubre de 2013 durante unas vacaciones en Hawái, y finalmente se casaron el 22 de noviembre de 2015 en Costa Rica.
En noviembre de 2018 anunciaron que esperaban su primer hijo. El nacimiento de su hija, Xia, fue anunciado en marzo de 2019.

## Filmografía
| Año  | Título                                           | Rol         | Notas        |
| ---- | ------------------------------------------------ | ----------- | ------------ |
| 2004 | You Got Served                                   | Bailarín    | Cameo        |
| 2007 | Stomp the Yard                                   | Bailarín    | Cameo        |
| 2008 | Step Up 2: The Streets                           | Cable       |              |
| 2008 | Center Stage: Turn It Up                         | Bailarín    | Cameo        |
| 2010 | Our Family Wedding                               | Harry       |              |
| 2010 | Step Up 3D                                       | Cable       |              |
| 2011 | 3 Minutes                                        | Cazador #1  | Cortometraje |
| 2011 | Glee: The 3D Concert Movie                       | Mike Chang  |              |
| 2012 | White Frog                                       | Chaz joven  |              |
| 2012 | Already Gone                                     | Scott Lee   | Cortometraje |
| 2014 | Moms' Night Out                                  | Joey        |              |
| 2014 | Revenge of the Green Dragons                     | Paul Wong   |              |
| 2015 | Fire City: End of Days                           | Frank       |              |
| 2016 | Crouching Tiger, Hidden Dragon: Sword of Destiny | Wei-Fang    |              |
| 2019 | Burn                                             | Oficial Liu |              |
| 2021 | Broadcast Signal Intrusion                       | James       |              |
| 2022 | Everything Everywhere All at Once                | Chad        |              |

| Año           | Título                        | Rol                      | Notas |
| ------------- | ----------------------------- | ------------------------ | --- |
| 2003          | Boston Public                 | Fletcher                 | Episodio: «Chapter Sixty»                                                                                                |
| 2005          | Commited                      | Repartidor chino         | Episodio: «The Apartment Episode»                                                                                        |
| 2007          | Viva Laughlin                 | Bailarín de construcción | Episodio: «Piloto» |
| 2008          | Zoey 101                      | Roy                      | Episodio: «Trading Places»                                                                                               |
| 2008          | Rita Rocks                    | Zack                     | Episodio: «Flirting with Disaster»                                                                                       |
| 2008          | The American Mall             | Taco danzante            | Telefilme |
| 2008          | GRΣΣK                         | Hermano Chi Omega        | 3 episodios |
| 2008          | iCarly                        | Yûki                     | Episodio: «iGo to Japan»                                                                                                 |
| 2009-15       | Glee                          | Mike Chang               | 76 episodios Recurrente (temporada 1-2) Elenco principal (temporada 3-4) Recurrente (temporada 5) Invitado (temporada 6) |
| 2013          | The Eric Andre Show           | Él mismo                 | Episodio: «Lance Reddick; Harry Shum Jr»                                                                                 |
| 2016-2019     | Shadowhunters                 | Magnus Bane              | Elenco principal |
| 2019          | Heart of Life                 | Brendan Winter           | Piloto de TV no vendido                                                                                                  |
| 2019–2020     | Tell Me a Story               | Brendan                  | 4 episodios |
| 2020          | Awkwafina Is Nora from Queens | Doc Hottie               | Episodio: "Grandma & Chill"                                                                                              |
| 2022-presente | Grey's Anatomy                | Benson "Blue" Kwan       | Temporada 19 |
| 2023          | Station 19                    | Benson "Blue" Kwan       | Temporada 6 |

| Año     | Título                              | Rol                 | Notas       |
| ------- | ----------------------------------- | ------------------- | ----------- |
| 2010-11 | The Legion of Extraordinary Dancers | Elliot Hoo          | 9 episodios |
| 2013    | Mortal Kombat: Legacy               | Sub-Zero/Kuai Liang | 2 episodios |
| 2014    | Caper                               | Luke Washington     | 9 episodios |
| 2016    | Single by 30                        | Peter Ma            | 8 episodios |

## Premios y nominaciones
| Año  | Premiación                         | Nominado por  | Categoría                                                                        | Resultado | Ref.          |
| ---- | ---------------------------------- | ------------- | -------------------------------------------------------------------------------- | --------- | ------------- |
| 2010 | Premios del Sindicato de Actores   | Glee          | Mejor reparto en serie de televisión cómica (con el elenco de Glee)              | Ganador   | [ 4 ]         |
| 2010 | Teen Choice Awards                 | Glee          | Grupo favorito (con el elenco de Glee)                                           | Nominado  | [ 9 ]         |
| 2011 | Grammy Awards                      | Glee          | Mejor recopilación de banda sonora para película, televisión u otro medio visual | Nominado  | [ 5 ]         |
| 2011 | Premios del Sindicato de Actores   | Glee          | Mejor reparto en serie de televisión cómica (con el elenco de Glee)              | Nominado  | [ 4 ]         |
| 2011 | Teen Choice Awards                 | Glee          | Grupo favorito (con el elenco de Glee)                                           | Nominado  | [ 10 ]        |
| 2012 | Premios del Sindicato de Actores   | Glee          | Mejor reparto en serie de televisión cómica (con el elenco de Glee)              | Nominado  | [ 4 ]         |
| 2012 | Grammy Awards                      | Glee          | Mejor recopilación de banda sonora para película, televisión u otro medio visual | Nominado  | [ 5 ]         |
| 2013 | Hawaii International Film Festival | Glee          | Estrella en ascenso                                                              | Ganador   | [ 4 ]         |
| 2013 | Premios del Sindicato de Actores   | Glee          | Mejor reparto en serie de televisión cómica (con el elenco de Glee)              | Nominado  | [ 4 ]         |
| 2016 | MTV Fandom Awards                  | Shadowhunters | Mejor relación (compartido con Matthew Daddario)                                 | Nominado  | [ 11 ]        |
| 2017 | Teen Choice Awards                 | Shadowhunters | Mejor actor de televisión del verano                                             | Nominado  | [ 12 ] [ 13 ] |
| 2017 | Teen Choice Awards                 | Shadowhunters | Mejor beso (compartido con Matthew Daddario)                                     | Nominado  | [ 12 ] [ 13 ] |
| 2017 | Teen Choice Awards                 | Shadowhunters | Mejor relación (compartido con Matthew Daddario)                                 | Nominado  | [ 12 ] [ 13 ] |
| 2018 | Teen Choice Awards                 | Shadowhunters | Mejor relación (compartido con Matthew Daddario)                                 | Nominado  | [ 14 ]        |
| 2018 | People's Choice Awards             | Shadowhunters | Estrella masculina de televisión favorita                                        | Ganador   | [ 15 ]        |
| 2019 | Teen Choice Awards                 | Shadowhunters | Mejor actor de televisión de fantasía/ciencia ficción                            | Nominado  | [ 16 ]        |